# فرانسيسكو براديا
فرانسيسكو براديا أي أورتيث (بالإسبانية: Francisco Pradilla y Ortiz، ولد في 24 يوليو 1848م، فيانويفا دي غاييغو، سرقسطة، إسبانيا - توفي في 1 نوفمبر 1921م، مدريد، إسبانيا) رسام إسباني.
بدء تعلم الرسم في سرقسطة وفي سنة 1863م انتقل إلى مدريد ومنها إلى روما حيث كان يدرس بالأكادمية الإسبانية للفنون الجميلة هناك.
يعد El rapto de las sabinas أول لوحاته الهامة تبعتها سنة 1878 لوحة «خوانا الأولى» (بالإسبانية: Doña Juana la loca). بالإضافة إلى لوحة «تسليم غرناطة» (بالإسبانية: La rendición de Granada) وهي لوحة كبيرة الحجم (3,50م × 5,42 م) فازت بالجائزة الأولى في معرض أقيم في ميونيخ سنة 1993.

## معرض صور

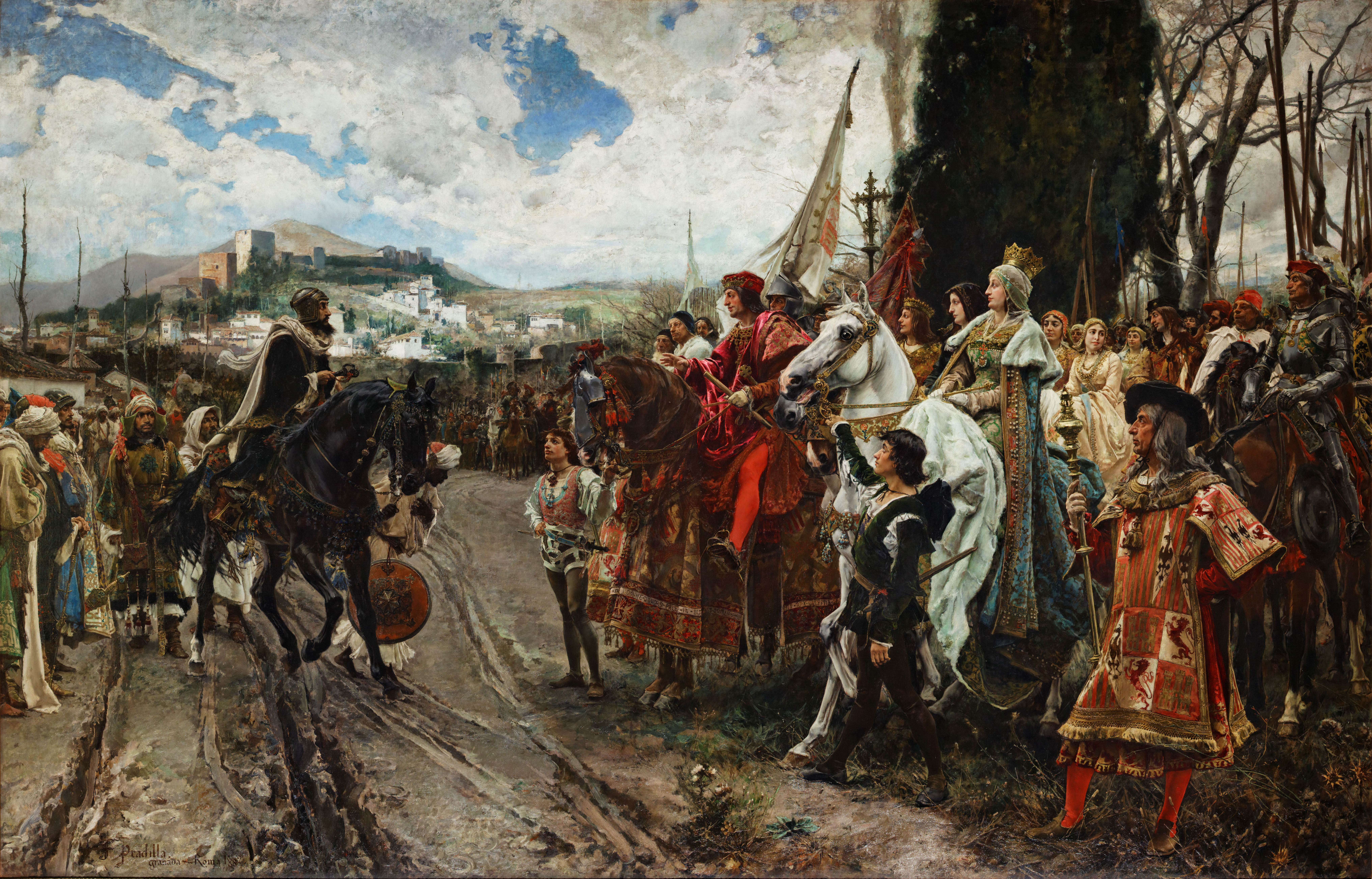
آخر مُلُوك غرناطة أبو عبد الله محمد الثاني عشر يُسلِّم غرناطة آخر معاقل المُسلمين في الأندلُس إلى الملك الكاثوليكي فرديناند الثاني الأراغوني، لِتسقط بِذلك الأندلُس وتقوم على أنقاضها الإمبراطوريَّة الإسپانيَّة.
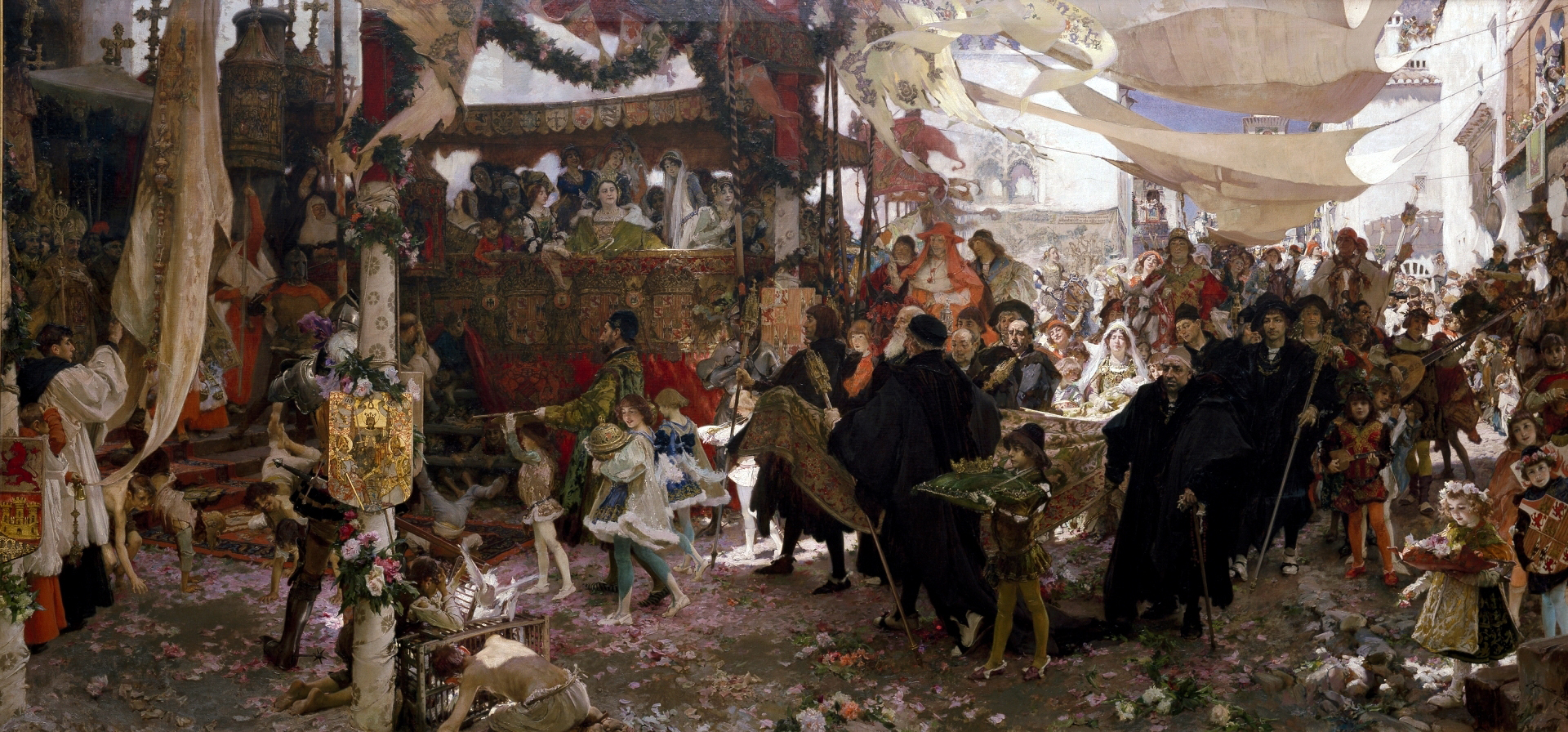
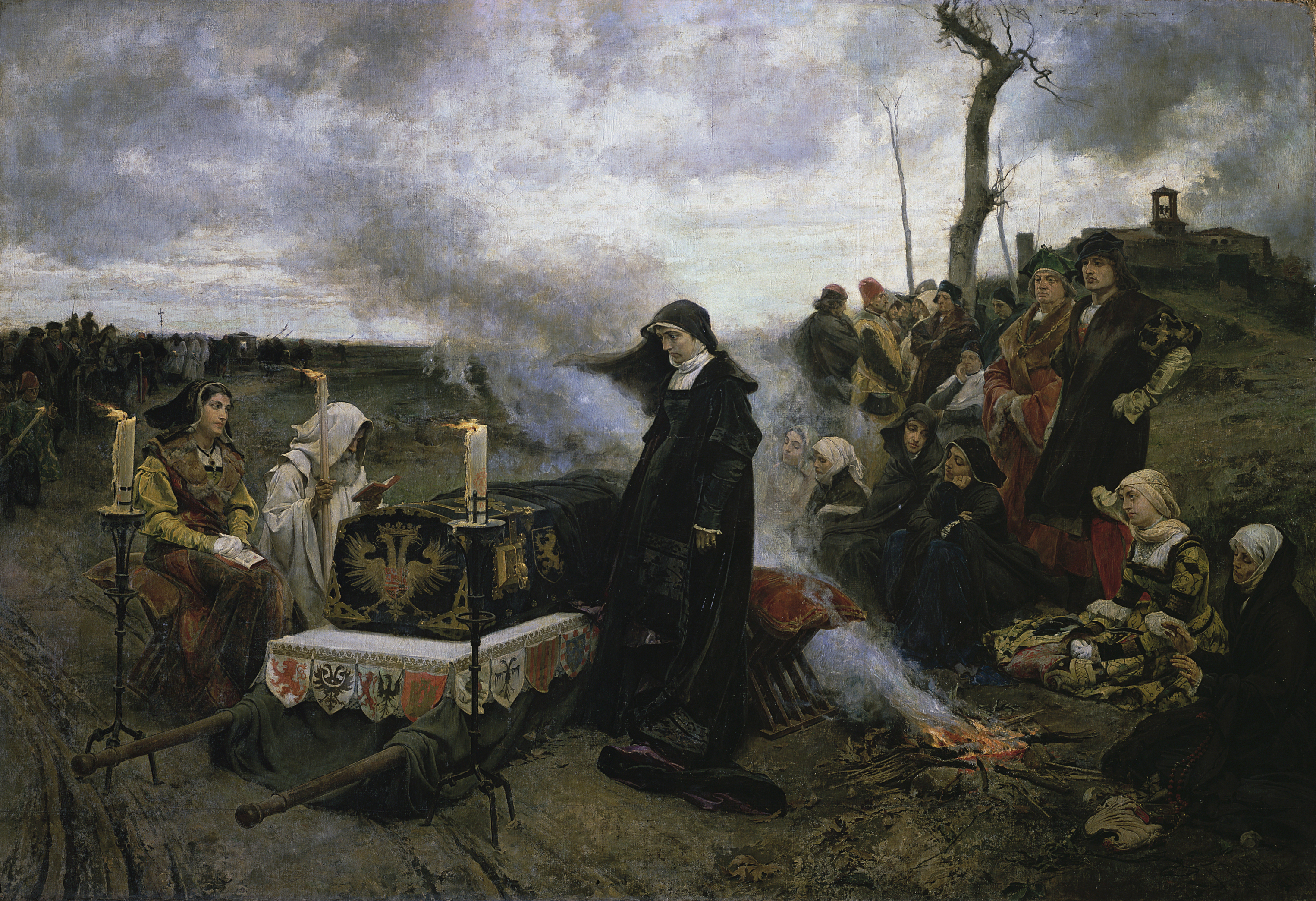
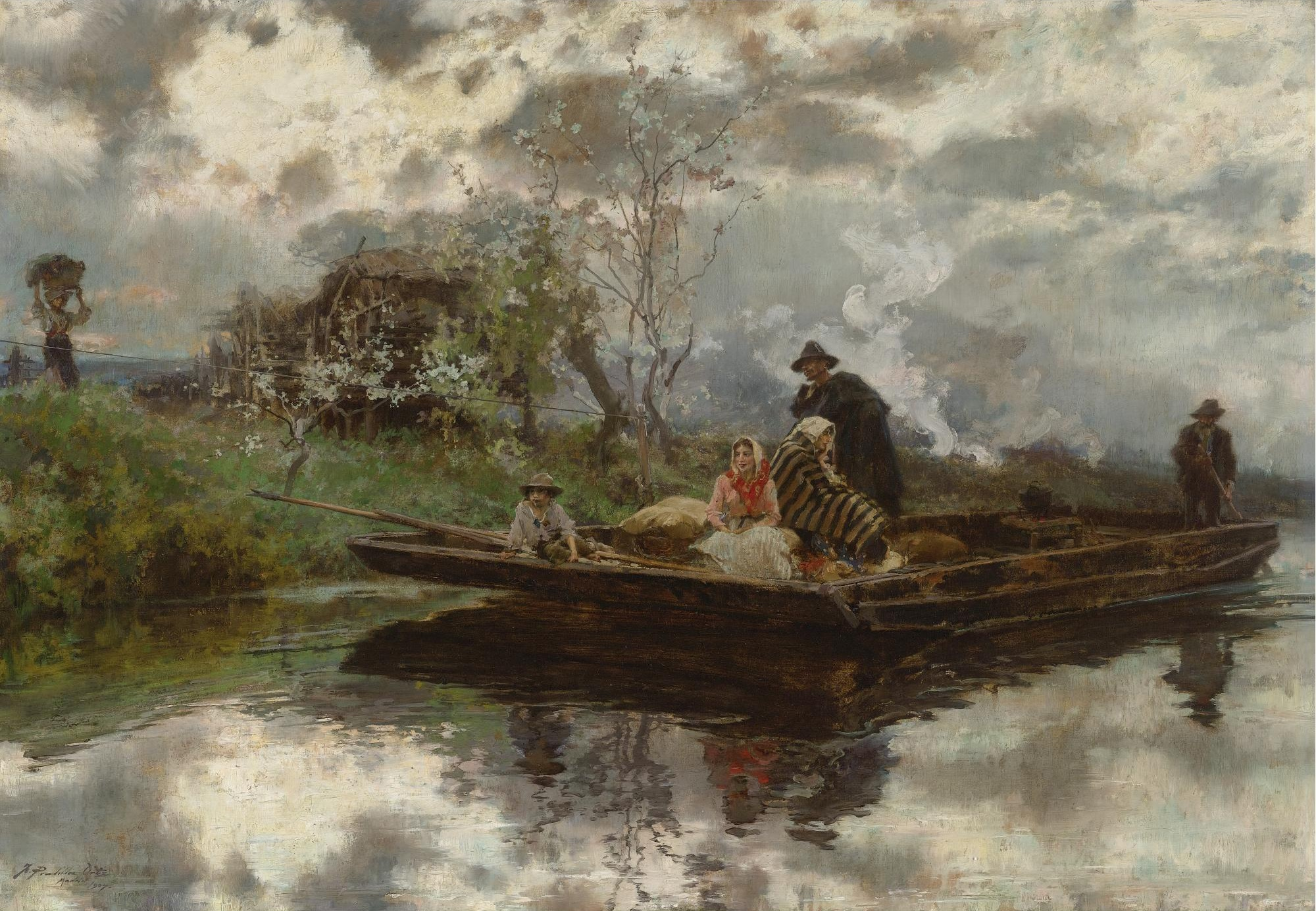
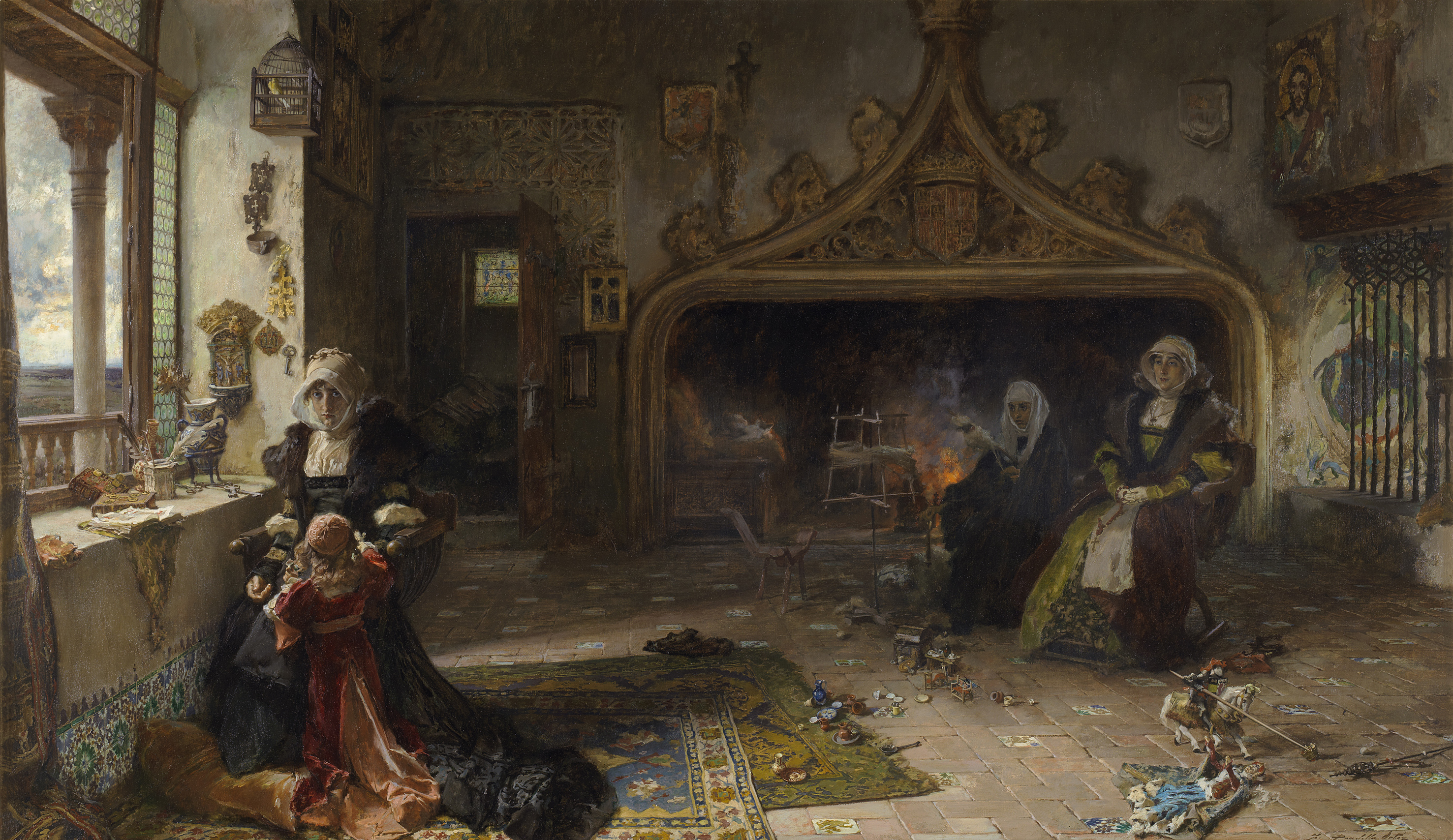
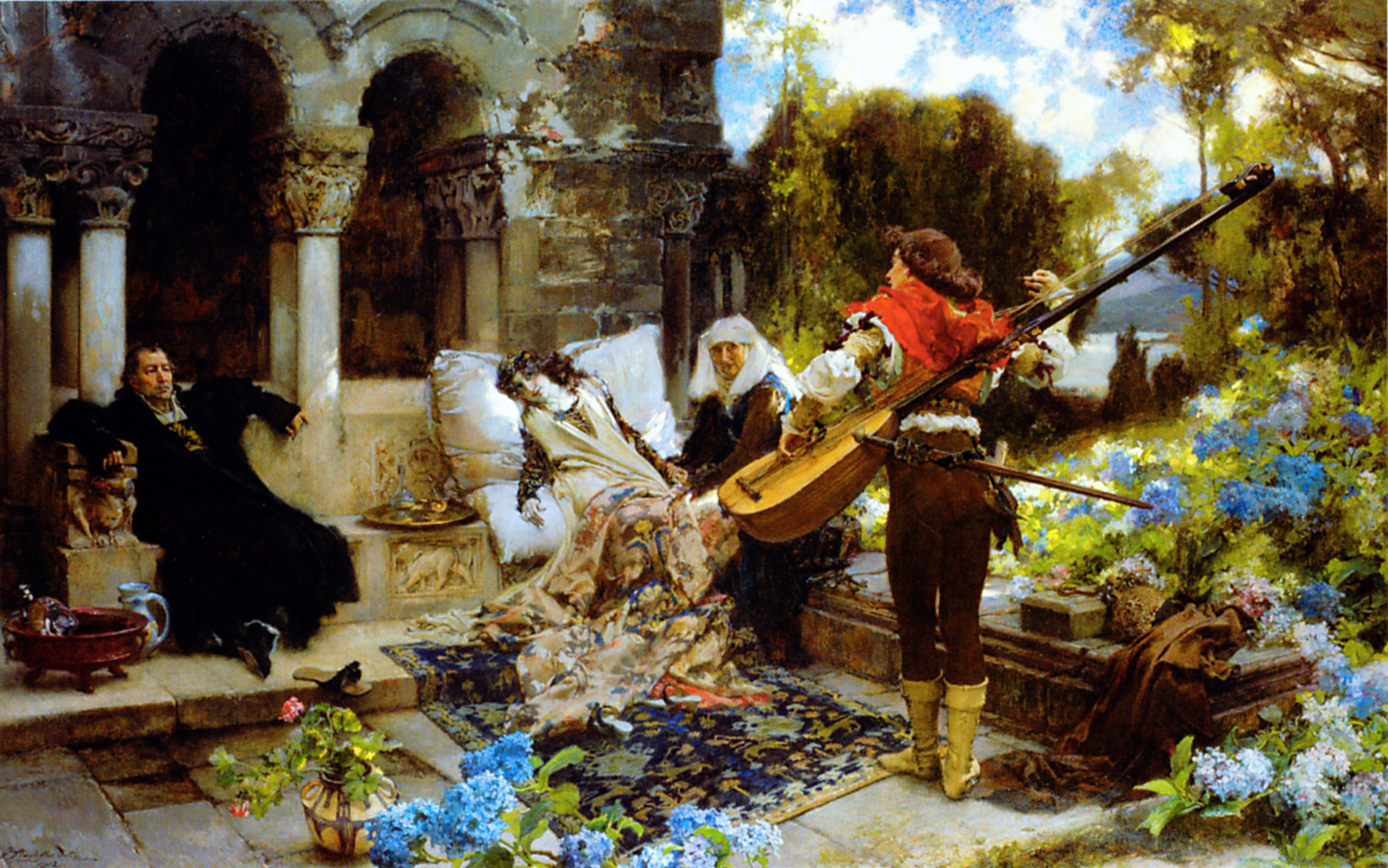

## وصلات خارجية
- (بالإسبانية) فرانثيسكو براديا